# Micreumenes obscurus
Micreumenes obscurus är en stekelart som beskrevs av Gusenleitner 2000. Micreumenes obscurus ingår i släktet Micreumenes och familjen Eumenidae. Inga underarter finns listade i Catalogue of Life.